# Autotel
El Autotel (también llamado PALM, o Public Automated Land Mobile) es un servicio de radioteléfonos que fue el "enlace perdido" entre los anteriores MTS/IMTS y los posteriores sistemas de telefonía móvil. PALM usó señal digital para todas las operaciones menos para el canal de voz (como el AMPS). Este sistema no fue celular, ya que usó el VHF. Este sistema fue desarrollado para la Columbia Británica rural, Canadá, donde construir una red de terminales celulares de baja potencia hubiera sido prohibitivamente caro.
- Datos: Q4827022